# Confederação Espanhola de Direitas Autônomas
A Confederação Espanhola de Direitas Autônomas (CEDA), Confederación Española de Derechas Autónomas em espanhol, foi uma aliança de partidos políticos católicos de direita, fundada a 4 de março de 1933.
Foi formado durante o biênio progressista da II República Espanhola. O seu principal inspirador foi o sacerdote Ángel Herrera Oria fundador e diretor do diário El Debate. Outro dos seus fundadores e que posteriormente dirigiu a Confederação, foi José María Gil-Robles.
Herrera Ória encabeçava a organização católica de caráter social Ação Católica. Em 1931 conseguiu aglutinar em torno de El Debate um grupo de católicos interessados em defender os seus princípios religiosos no quadro da República, chegando a formar o partido Ação Nacional, a 29 de abril de 1931, quinze dias depois da proclamação da II República; para, posteriormente, passar a ser Ação Popular, o partido mais importante da coligação.
A Ação Popular uniram-se os seguintes partidos regionais; o fator comum a estes partidos era o seu especial interesse pelas questões clericais e a sua recusa das reformas que nestas questões foram empreendidas na primeira legislatura da República: A laicidade do Estado com a divisão de poderes Igreja e Estado, a reforma do ensino que proibia os símbolos religiosos nas escolas e outras questões menores de carácter clerical, mas que assumiam como especialmente importantes. Foram especialmente sensíveis aos desordens públicos que acabaram com a queimada de igrejas e conventos. A CEDA conseguiu ser o partido mais importante da direita, chegando a contar com cerca de 700 000 afiliados. Essa penetração na sociedade, que a tornou num partido de massas, foi conseguido utilizando nomeadamente organizações católicas.
José María Gil-Robles, que já era o líder parlamentar, primeiro de Ação Nacional e após de Ação Popular, passou a ser o líder da CEDA. Visitou a Alemanha, interessado pelos meios de propaganda política utilizada pelo nazismo e esteve presente na reunião de Nuremberg.
A Confederação era um partido de ideologia clerical conservadora, partidária de um Estado corporativo, pelo qual, se para alguns se podia assimilar a uma  Democracia Cristã, historiadores qualificaram-na de inspiração fascista, especialmente a sua organização juvenil, as Juventudes de Ação Popular (JAP). Eles situavam como o seu modelo o Partido conservador inglês; se bem que mostravam no parlamento espanhol um claro apoio aos regimes fascistas da Alemanha e da Itália. A CEDA seguia a corrente de opinião, já manifesta dentro de Ação Popular, partidária de aceitar as instituições republicanas, apesar da procedência monárquica de muitos dos seus membros, para a defesa, desde dentro, dos seus interesses sociais e econômicos. Resumia o seu programa no lema "Religião, Família, Pátria, Ordem, Trabalho e Propriedade".
Para as eleições de 19 de novembro de 1933 formou coligação com vários partidos, como o monárquico Renovación Española (também proveniente de Ação Católica), a fim de aproveitar as vantagens que a lei eleitoral outorgava à maioria, obtendo 115 atas de deputado, tornando-se a primeira força política no Parlamento, mas sem a força necessária para formar governo, pelo qual a princípio limitou-se a condicionar a política do governo formado por Lerroux. A este período, alguns historiadores denominam-no como o "Biênio Negro". Também aparecem na historiografia outras denominações como: "Biênio Radical-Cedista".
A anulação, pelo governo Lerroux, das reformas empreendidas na primeira legislatura e a constituição de um novo governo, que incorporava três ministros da CEDA, em outubro de 1934, foram respondidas com uma sublevação de setores de esquerda (a chamada chamou Revolução de outubro de 1934).
Após a sua derrota nas eleições de fevereiro de 1936 e com o triunfo da Frente Popular, a CEDA, e nomeadamente o seu líder Gil-Robles, manobraram para que fosse decretada a lei marcial e as garantias constitucionais fossem anuladas para assim, impedir que a Frente Popular tomasse posse do governo.
Desde então, membros da CEDA estiveram em contato com um grupo de generais, entre eles General Mola, Franco, Goded,... conspirando para propiciar o golpe de Estado que se materializaria a  17 de julho. O parcial insucesso deste, terminaria na Guerra Civil. No bando nacional, foram dissolvidos todos os partidos políticos em 1937, integrando-se muitos dos seus militantes e dirigentes em Falange Espanhola (posteriormente Movimiento Nacional), como é o caso do dirigente cedista Ramón Serrano Súñer.